# アドリブ王子
『アドリブ王子』（アドリブおうじ）は、あかつきけいいちによる日本のパチスロ漫画作品。2000年3月から『別冊パチスロパニック7』（白夜書房刊）にて連載され、2012年5月からは『超アドリブ王子』と改題して同誌（ガイドワークス刊）で連載中。
2002年には日本テレネットからPlayStation用のゲーム『アドリブ王子…と不愉快な仲間達!?』が発売されている。また、2007年には三洋物産より同作品を原作としたパチスロ機『PSアドリブ王子』が発売された。また、雑誌の増刊号扱いでオリジナルアニメDVDが付属した総集編がVol.2まで発行されている（『アドリブ大全集 王子vs店長vs翔』2009年）。
2022年9月からはガイドワークスが運営するYouTubeチャンネル「パチンコパチスロ漫画動画チャンネル」にて、元の漫画に音声を付けた形で再構成したモーションコミック（漫画動画）による『アドリブ王子』の配信が開始され、現在は不定期で新編が配信されている。

## 内容
従来のパチスロ攻略漫画とは一線を画した作風の作品である。当初は「イベント攻略漫画」という名目で、パチンコ店で開催されるイベントの際の打ち方や台の選び方をレクチャーする内容であったが、攻略要素が前面に出ておらず、その後は主人公の「王子」とその周辺人物たちとの勝負や生活を描く展開となって現在に至っている。主人公の技である「アドリブ」は読者の人気を博し、『現代用語の基礎知識』におけるパチスロの項目で解説がされているほど。本来「アドリブ」は演劇用語であるが、本作におけるそれは、機転や直感・行動予測といった第六感のようなものに近い。

## 登場人物
王子
声 - 千葉進歩（アニメ版）、小船彰人 → 星野尚之（モーションコミック版）
主にイベント狙いのスロプロで主人公。『機動戦士ガンダム』の登場人物であるガルマを模した髪型に、夏は長袖の花柄アロハシャツ・冬はジャケットなど、独自のファッション性を持っている。「ここでアドリブの効かない奴は勝てない」が自身の決め台詞であり口癖で、常に目立ちたがりであり、非常に俺様な性格をしており、とにかく自分が一番でないと気が済まない。そして好戦的で、気に入らない相手には自ら勝負を申し込む。パチンコ店において店頭に飾られる出玉「トップ賞」の記念写真の撮影に過剰なほどの情熱を傾けている。戦績は常勝ペースであり、特に心理戦で相手の自滅を招く手段を得意とするものの、勝負には勝ったものの最後はオカシなどにおいしいところを取られたり、勝負自体をうやむやにされてひとり空しく去っていくこともある。必殺技の「アドリブ」により、押し順・台選びなどにおいて驚異的な的中率を発揮し、パチスロ以外の分野にも知識は強く、本人は「パーフェクトな人間」と自称している。しかし、ホクロに負けたことで「アドリブ」の調子を崩してパチスロ自体が打てなくなるなど脆い一面も持ち合わせている。また、ホクロやオカシなど、他人に妙なあだ名を付けることも多い。本名については本作では触れられていないものの、時系列的に過去の物語とされる『アドリブ王子くん』の主人公が王子であるならば、本名は「若王子ミキオ」ということになる。
ホクロ
声 - 内藤玲（アニメ版）、入江直樹（モーションコミック版）
どこにでもいそうなスロッター。ひょんなことから王子と行動を共にするようになる。額にホクロがあることから王子からそう呼ばれるようになった。本名は「田嶋政夫」のようである。テクニックは標準レベルだが、立ち回りに関して言えば、王子に振り回されることによって負けを喫するパターンが多い。しかし、王子が「アドリブ」で座る台を選ぶ際に王子の候補台の中で選択されなかった台（王子の「アドリブ」候補に残るほどの優秀台）に座るという少しセコい立ち回りを身につけたようだ。意外にも王子を二度も出玉で負かしたことがある数少ない人物。ユリエに惚れていたようだが、ユリエの本性である暴力的な一面を見て一時は引いていた。だがなんだかんだ言ってまだ惚れているらしく、たまに自分の結婚相手に見立てている。
オカシ
声 - 松本保典（アニメ版）、川端快彰（モーションコミック版）
無類の菓子好きのスロプロで元外資系企業のサラリーマン。アツい出目や演出が発生するたびに、お菓子とオロナミンCで乾杯する。そのため、周りに甘ったるい匂いを撒き散らしている。サラリーマンを辞めた理由も「好きに菓子が食えないから」であり、ファミリーレストランに行った時でもお菓子を食べていた。パチスロの腕は極めて優秀だが、他人を巻き込んで菓子を振る舞ったりすることから、ゲーム数を稼げないのが弱点。「はいコレ〇〇～!」といった人を食った言動をするために王子からは激しく嫌われており、たびたび勝負を持ち込まれるものの勝負自体には執着がなく、勝手に巻き込まれているといった関係である。なお、実の妹がいるらしいが、「紀世子」という名前が出たのみで作品中に登場したことはない。しかし、妹の夫であり義理の弟（公一郎）とはよく一緒にパチンコ店にいる姿が見られる。
ユリエ
声 - 小林沙苗（アニメ版）、廣川裕希（モーションコミック版）
スロプロアイドル。実年齢はアイドルという年齢ではないらしいが、アイドルになりたいという願望を捨てきれずに地方のローカル番組に出演したり、パチンコ店のコンパニオンを務めるなど涙ぐましい努力を続けている。しかし、毎回のように王子に邪魔をされる。王子とは過去にツルんで行動していたこともあるらしいが、詳しい経緯は明らかにされていない。常にネコを被ったようなキャラクターであるが、王子との対決時などに本性が見え隠れする。王子に「性悪」と呼ばれている。愛用のタバコの銘柄は「エコー」。毎月起こる「アノ日」になるとパチスロのヒキが異常に強くなり、この力には王子も驚いている。
ギンブチ
声 - 菊池正美（アニメ版）、愛世武士 → 間瀬愛季（モーションコミック版）
浪人生のスロッターで、銀縁のメガネをかけていることから王子からそう呼ばれている。ハイエナ戦法を得意としている。王子に対しては、異常とも言えるライバル心を持っており、自身から勝負を仕掛けることも多いが大抵は自滅するため、これまで一度として王子に勝ったことはない。直接王子に話しかけることが苦手でボソボソと喋り、ホクロや後述の「あみん」メンバーが間に入って通訳することで会話が成り立つ。5浪を経て大学へ進学し、そこでパチスロサークル「あみん」を結成してハイエナ技術を部員に伝授するが、その目的は王子への復讐と自身のハイエナのためと王子に看破された。「あみん」の部員が大学を卒業したのに対し、本人は未だに大学を卒業できずにいる。パチスロの規格が変更されて天井機能のある機種が激減したものの、出玉が少ないために高設定でも長時間粘らず台を捨ててしまうという5号機の特性を利用して新たなハイエナ法を確立した。姉妹作『アドリブオフサイド』においては「DJシルバー」や「JUN」といった異名で呼ばれていることもある。
山本
声 - 愛世武士 → 間瀬愛季（モーションコミック版）
スーツ姿で旅打ちを行うスロッター。彼の台詞の吹き出し（特に登場時）には四角形がよく使われるが、これはパチスロライター「名波誠」の実話を基にした、同誌連載のドキュメンタリー旅打ち漫画『パチスロひとり旅』のパロディーである。全国放浪打ちの先駆者である名波誠を尊敬し、彼のようにノートパソコンを持ち歩いたり、パチスロ雑誌の取材を受けるなど努力はしているようだが、ことごとく王子に邪魔をされている。初登場時は本物の名波誠に間違えられたため、王子は「ニセナナミ」というあだ名を付けたが、2回目の登場以降は本名で呼んでいる。『別冊パチスロパニック7』2016年4月号においては、堂々と「本家ナナミ」と名乗ってインターネット上の番組に出演していることが発覚したが、その番組収録時における王子との勝負に惨敗して逃亡し、番組は打ち切りとなってしまった。また、本物の名波のように継続的に旅打ちをしているのかは不明だが、東京を離れて単身にて北海道で旅打ちをしていたのは確認されている。通常は旅打ちでは堅実な台を選ぶのが定石であるが、彼の場合はハイリスク・ハイリターン台で勝負を行うことが多い。
朝イチ
声 - 川端快彰（モーションコミック版）
モーニング狙いを得意とする太ったスロプロ。かつては王子とモーニング台を争っていたことがあるらしい。口髭面で円形フレームのメガネとオーバーオールを着用している。狙い台を打ち終わるとそこで切り上げ、まったりと食事やレトロ台を打つのが趣味。普段は冷静であり、王子が訪れない店をホームにするなど王子を避けている。しかし、ひとたび王子と対決すると自身の優柔不断さを露呈してしまい、それを王子に突かれ自滅を喫する。また、パチスロ台の仕様の変化により、朝イチではなく昼過ぎ狙いの「昼イチ」にスタンスを変えていたがやっていることは朝イチ時代から変化が見られなかった。パチスロが5号機時代に切り替わったためか久しく作品に登場していなかったが、『別冊パチスロパニック7』2011年9月号にて久々に登場。体型や服装は変わらないものの、頭髪は以前よりもやや薄くなっている。
「あみん」のメンバー
声 - 川端快彰・上野翔・このみまこ（モーションコミック版）
「あみん」入部当初はパチスロ初心者の純朴そうな青年たちだったものの、ギンブチからハイエナ技術を仕込まれるうちに悪質なハイエナ集団へと変貌を遂げ、それに伴いファッションセンスも派手なものへと変化していく。「あみん」自体には他のメンバーも在籍しているようだが、作中によく登場してくるのは3人で、各人の名前は小太りでパーマ・サングラス姿の男が「岸部」、長身でロン毛やモヒカン刈りの髪形をしている男が「一郎」、女性部員が「よし子」。ギンブチ曰く「あみん」ではサークル内恋愛禁止ということらしいが、一郎とよし子はそれにもかかわらず付き合い始めている。大学在学時には結局一度も王子に勝つことはできなかった。大学卒業後は3人揃ってレンタルDVDショップ大手「TATSUYA」へ就職するが、営業部長と反りが合わずにそこを辞めてギンブチの下へ戻り「あみん」を再結成した。その後、岸部はギンブチと同じファミリーレストランでアルバイトをしていることが確認されており、姉妹作『アドリブ王女』では「あみん」の副部長という肩書でギンブチと行動を共にしている。
アイス
声 - 愛世武士 → 間瀬愛季（モーションコミック版）
本名は「公一郎」で、オカシの義弟（オカシの妹の夫）である。実の兄弟ではないものの、顔がオカシと酷似している。職業はサラリーマンであるが、パチスロの際はクーラーボックスを携え、「萌え」た時にたびたびアイスクリームをほおばることから王子から「アイス」と呼ばれている。何度か王子と勝負を行ったことがあるが、この作品のキャラクターの中では珍しく、王子にやりこまれたことがない（メダルの枚数で負けたことはあるが、本人は全く気にしていない）。アキバ系のオタクで、特に『スーパーブラックジャック』の「Rio」には並々ならぬ情熱を傾ける。『アドリブオフサイド』においては「DJアイスマン」として、「DJシルバー」ことギンブチと対決したこともある。妻の紀世子との間には「りお」という名前の小学6年生となる娘がいることが『別冊パチスロパニック7』2015年12月号において明らかとなった。
摩耶
錦糸町にあるクラブのママ。パチンコ店員も含めて常連客を多く持ち、王子とのパチスロ勝負に関してクラブの常連客があれやこれやと施しや裏工作を行って勝たせようとするものの、本人はそれらの行為を嫌い、勝負には正々堂々とした姿勢で臨む。年齢は本人曰く35歳とのことだが、王子に実際は45歳だと見透かされ、さらに後には「バリバリの新御三家世代、しかもゴローファン」であることを看破された。
ユリエの父
声 - 川端快彰 → 安齋龍太（モーションコミック版）
元サラリーマンで、ヒゲが印象的な紳士である。正確な本名は不明だが、『別冊パチスロパニック7』2012年7月号においては、パチンコ店に客として集まっていた自身の近所の住民と思われる人々から「南波さん」と呼ばれていた。王子には外見が『機動戦士ガンダム』の登場人物であるランバ・ラルに似ているせいか、「ラル」と呼ばれている。会社を定年退職し、元々の趣味だったパチスロを本格的に打ち始めた。パチンコ店に貼ってあった王子の写真によって王子を意識するようになり、彼の打ち方を真似ることでパチスロの立ち回りを身に付けたらしい。御礼代わりに王子にコーヒーをプレゼントしていたが、逆に王子の反感を買ってしまった。しかし当人は王子のことを気に入ったようであり、娘であるユリエの結婚相手にとすら考えているようである。また、摩耶のクラブの常連客でもある。
美雪
声 - 廣川裕希（モーションコミック版）
普段はクラブで働いている北海道在住の女性スロッター。2年に一度、北海道を訪れる王子と出玉勝負をしており、その腕は王子といい勝負をするほどである。外見は可愛く王子のことを「おーくん」と呼び、王子には好意を抱いているようである。しかし、普段は温厚な性格であるが王子の気を引くためにさらっと嘘をついたり嘘泣きをするなど王子が「2年に一度しか会わないようにしている」ほど人柄に難がある。挙句の果てには王子との勝負に負けると大泣きし、手に負えなくなる。ついには王子に会うために東京にまでやってきてユリエと勝負を行うが、それを通してユリエとは仲良くなっている。
堂島師匠＆カツノリ
声 - 安齋龍太・川端快彰（モーションコミック版）
ジャグラーシリーズを専門に立ち回るスロプロ師弟コンビ。師匠は台選びやデータ収集に徹して、実際にパチスロを打つのは弟子のカツノリに任せている。師匠はバンダナとレイバンを着用し、カツノリは季節に関係なくタンクトップ姿で、師匠が運転するサイドカー付きの大型バイクに乗って移動する。カツノリの「卒業試験」などという名目を付けて、機会あるごとに王子に出玉勝負を申し込むようになり、勝負の前には師匠がカツノリに対してスポ根マンガに出てくるような激しい特訓を課して勝負に臨む。これまでに王子に勝ったことはなく、一度は「スロプロ引退」を賭けて王子と戦い敗れたものの、常に勝負が決着した後には師弟の絆の強さを再確認して、王子や周りをそっちのけにして2人で勝手に感動に浸ってしまい、王子との勝負の結果や約束をうやむやにしてしまうことから、王子にはその暑苦しい三文芝居ぶりを疎ましがられている。当初はジャグラーシリーズを専門に狙っていたが、後には他の機種も打つようになっている。
アキラ
声 - 川端快彰（モーションコミック版）
かつては王子と共に行動していたが別れ、その後は千葉方面でスロプロ軍団を率いて活動していたスロッター。王子が山本らと共に千葉方面へ旅打ちへ出向いた際に再会し、王子と勝負を行ったが敗れ、それを契機に再び王子に私淑して王子やホクロと行動を共にするようになった。外車とおぼしきオープンカーも所有し運転している。コーラの缶で席取りをすることから、王子は彼の初登場時には「ペプシ」と呼んでいたが、その後は名前で呼んでいる。
翔
声 - 子安武人（アニメ版）、上野翔（モーションコミック版）
ボッタクリ店やバラエティーコーナーをホームグラウンドにしているスロッター。奇異なファッションや胸毛の濃さ、記念写真のポーズ、しかもたかだか出玉2千枚足らずで写真を撮っていることなどで王子の怒りを買い、王子からは一方的に敵視されている。長らく実際に王子と対面したことは一度たりともなかったが、ついに『別冊パチスロパニック7』2017年10月号において、連載開始から17年目にして初となる王子との邂逅を果たした。くどい英単語を交えて話し、台の挙動に対しオーバーなアクションを行い、周りを巻き込みつつハイテンションでプレイするため、いつも周りのプレイヤーや店員を疲れさせている。ただ、パチスロの腕は確かなようである。パチスロの珍しい台やレトロ台を探しに全国を行脚するのを一つの生き甲斐としている。職業は不明だが、周りの人間から「ティーチャー」と呼ばれることがあることから、何かの先生ではあるようだ。最初は端役だったものの徐々に作中での存在感が増していき、『アドリブオフサイド』においては途中から主役の座に就いている。また、後にあかつきけいいちが『パチスロパニック7』にて連載を開始した作品『静粛王』にも登場したことがある。
小早川
声 - 石井康嗣（アニメ版）、ヤシロこーいち（モーションコミック版）
パチンコ店「パーラーロマネスク」の店長。姉妹作『アドリブ店長』における主人公だが、時折『アドリブ王子』にも登場する。ロマンティックな設定で客を翻弄するのが大好き。星に並々ならぬ情熱を持つ。王子に完全勝利した数少ない人間で、王子も強烈に彼のことを意識している。「俺の設定は誰も読めない」が口癖。「アドリブ店長」というのは王子の付けた称号であり、本人は「ロマンティック店長」と自称している。
姫
正確な本名は不明だが、周りの人間からは「姫」と呼ばれている若き女性スロッター。 姉妹作『アドリブ王女』における主人公だが、時折『アドリブ王子』にも登場する。日常生活でもギャンブルでも占いの運勢やジンクスを重んじており、パチスロの腕は基本的には標準レベルだが、パチンコ店での偶然の王子との邂逅をきっかけとして「アドリブ」について自覚するようになる。「私、アドリブで生きてますから」という決め台詞と共に自身の「アドリブ」の能力を発動するが、その力はまだまだ発展途上中である。後にユリエとは仲良くなり、王子とのゲームセンターでのパチスロ出玉勝負において僅差で勝利したことがある。
ヨシオ・サッちゃん
『アドリブオフサイド』の最初期の主人公だが、作中において翔の存在感が増していったため、途中からは翔との絡みで登場することが多くなった。ヨシオは間接的ではあるが、出玉で王子を負かしたことがある。サッちゃんの腕は並以下。短気で飽きっぽい性格でいつもヨシオを困らせる。なお、サッちゃんは現在はパーラーロマネスクの店員として働いている。

## 単行本
『アドリブ王子』
1. 2001年4月21日 ISBN 978-4-89-367696-2
2. 2002年4月22日 ISBN 978-4-89-367780-8
3. 2003年6月30日 ISBN 978-4-89-367870-6
4. 2004年11月12日 ISBN 978-4-89-367975-8
5. 2006年1月20日 ISBN 978-4-86-191126-2
6. 2007年2月26日 ISBN 978-4-86-191243-6
7. 2008年4月25日 ISBN 978-4-86-191397-6
8. 2008年11月14日 ISBN 978-4-86-191484-3
9. 2010年1月22日 ISBN 978-4-86-191591-8
10. 2011年3月25日 ISBN 978-4-86-191722-6
11. 2011年10月1日 ISBN 978-4-86-191813-1

『超アドリブ王子』
1. 2012年12月20日 ISBN 978-4-90-693636-6
2. 2014年4月26日 ISBN 978-4-8-6535089-0
3. 2014年9月26日 ISBN 978-4-8-6535142-2
4. 2015年8月29日 ISBN 978-4-86535-279-5
5. 2016年8月29日 ISBN 978-4-86535-436-2
6. 2017年8月26日 ISBN 978-4-86535-628-1
7. 2021年6月24日[1]
8. 2022年4月26日
9. 2022年12月26日
10. 2023年10月26日
11. 2024年11月26日

## 関連シリーズ
『アドリブ店長』
『パチスロ7ゴールド』本誌で連載中。かつては『パチンカーワールド』に連載されていたが、同誌の休刊に伴い『パチスロパニック7』へ移籍し、内容がパチンコからパチスロ中心に切り替わった。その後、さらに『パニック7ゴールド』へと移籍している。主人公は『アドリブ王子』にもたびたび登場する小早川である。
『アドリブオフサイド』
『パニック7ゴールド』→『パチスロパニック7』で2010年9月まで連載。かつては『新台オフサイド』（作者のデビュー作品）というタイトルでマイナーな新台を紹介する内容だったが、『アドリブ王子』の人気の上昇に伴いいつの間にか改名され、他2作品のスピンオフ的な趣向が強くなった。
『アドリブ王女』
『パチスロパニック7』2015年6月号から連載開始された作品で、主人公は同年3月に行われた「アドリブ王女は誰だ!?」というイベントにて勝利した河原みのりをモデルにしている。王子やホクロなどといった『アドリブ王子』の登場人物も作中に登場している。
大アドリブ祭り
毎年、年末年始に渡って掲載されるスペシャル。『アドリブ王子』と『アドリブ店長』の対決を描く、両作および『アドリブオフサイド』や『アドリブ王女』のキャラクターが作品の垣根を越えて登場するオールスター作品で、この作品の掲載期間中は通常シリーズの連載が中断され、『パチスロパニック7』→『パニック7ゴールド』→『別冊パチスロパニック7』と、雑誌の枠を超えて続きが掲載されていくのが特徴である。この掲載形式は、姉妹誌全体の売り上げ向上に結び付いたため、その後、尾上龍太郎の『スーパーニート』などでも同形式での連載が行われている。
『アドリブ王子くん』
『アドリブオフサイド』以前に『パニック7ゴールド』で連載していた作品で、創刊当初は兄弟誌である『パチスロパニック7』らと一線を画し、パチスロのマニア層以外の読者からも支持を得ようとする（雑誌名に「パチスロ」と入っていないのもそのため）目標を掲げた同誌の動きに合わせ、「パチスロをしないアドリブ王子」という触れ込みで開始された。中学2年生でありながら中学校の生徒会長を務める「若王子ミキオ」が、新聞に写真付きで載ることだけを目的にボランティア活動やオリエンテーリングなどに参加していき、どうすればもっと目立てるかという「アドリブ」を育ての親である祖父に教えられていくという内容であったが、単行本にしてわずか2巻で終了した。主人公はどう見ても中学生のころの王子だが、その後どういう進路を辿って今に至ったのかは定かではない。

## ゲーム
- アドリブ王子…と不愉快な仲間達!?（PlayStation、2002年12月19日、日本テレネット）

## パチスロ
メーカーは三洋物産。
- PSアドリブ王子（2007年2月稼働開始）

## OVA

### スタッフ
- 企画 - パチスロパニック7編集部
- 原作 - あかつきけいいち
- 監督 - 長尾粛
- 脚本 - 村山寛貢
- キャラクターデザイン - 高鉾誠、PARK DAE YEOL
- 美術監督 - 中山益男
- 撮影監督 - 西村徹也
- CG監督 - 保坂洋
- 編集 - 田熊純
- 録音監督 - 菅原三穂
- 制作担当 - 呉孝錫
- アニメーションプロデューサー - 小林正典
- プロデューサー - 慶徳康雄、渡邊泰行、尾崎正善
- アニメーション制作 - スタジオ・ザイン、アゼータ・ピクチャーズ
- 制作 - 白夜書房、ADK、スタジオ・ザイン

### 主題歌
- オープニングテーマ  - 『ダイヤ』

作詞・作曲：喜珠 / PRODUCE：タカミカズナリ
- エンディングテーマ  - 『祈り』

作詞・作曲：喜珠 / PRODUCE：藤田惣光

## モーションコミック（漫画動画）

### スタッフ
- 動画制作：株式会社ランナバウト

### 声の出演
- ナレーション：愛世武士 → 間瀬愛季
- その他：孫崎純、安齋龍太